# 台灣猛禽研究會
台灣猛禽研究會（英語：Raptor Research Group of Taiwan，縮寫：RRGT）是台灣一個從事猛禽調查與研究的民間社團，於1994年8月1日成立，其宗旨是推動台灣猛禽的研究與保育，並且參與國際猛禽研究。
該會曾多次舉辦台灣猛禽生態研討會、猛禽研究訓練活動以及猛禽生態藝術展，並且針對馴養猛禽進行機場驅鳥計畫提出強烈反對。同時，其會員已經持續對於觀音山地區春季猛禽遷移進行調查，時間已達12年。此外，會員研究範圍亦包括林雕、大冠鷲、鳳頭蒼鷹、松雀鷹、黑鳶的生態研究。此外，該會也是從事亞洲地區國際合作研究計畫的「亞洲猛禽研究及保育聯盟」（Asian Raptor Research & Conservation Network）團體會員。
2003年該會主辦「第三屆亞洲猛禽生態研討會」（3rd Symposium on Asian Raptor），乃是台灣第一次舉辦的國際性猛禽研討會，會中共計有來自於18國230位國內外猛禽生態研究者參加。

## 外部連結
- 台灣猛禽研究會網站 （页面存档备份，存于）
- 台灣猛禽研究會的Facebook專頁